# 이리나 캅텔로바
이리나 헨나디이우나 캅텔로바(우크라이나어: Ірина Геннадіївна Каптелова, 1986년 6월 3일~)는 우크라이나의 배우이다. 중화인민공화국에서 주로 활동하고 있으며 중국어 예명은 이리사(중국어: 伊莉莎)이다.